# حوض نقاشی
حوض نقاشی فیلمی به کارگردانی مازیار میری محصول سال ۱۳۹۱ ایران است و در آن شهاب حسینی، نگار جواهریان، فرشته صدرعرفایی، سپهراد فرزامی، سیامک احصایی، الهام کردا، هلیا کریمی و... بازی کرده‌اند. این فیلم در صدر آرای تماشاگران سی و یکمین دوره جشنواره فیلم فجر قرار داشت.

## خلاصه داستان
مریم و رضا با آدم‌های دیگر فرق دارند، آن هم نه یک فرق ساده، بلکه بسیار بزرگ، آن‌ها هر دو دچار معلولیت ذهنی هستند و باید تلاش کنند تا به دیگران ثابت کنند این تفاوت بزرگ را با معجزه عشق حل کرده‌اند. ولی کنار پذیرفتن این تفاوت برای تنها پسرشان که برخلاف آنها کاملا سالم و مثل بقیه آدم هاست، به اندازه ای سخت است که از خانه می‌گریزد…

## بازیگران
| بازیگر          | نقش           | توضیحات               |
| --------------- | ------------- | --------------------- |
| شهاب حسینی      | رضا           | همسر مریم و پدر سهیل  |
| نگار جواهریان   | مریم          | همسر رضا و مادر سهیل  |
| سپهراد فرزامی   | سهیل          | پسر رضا و مریم        |
| فرشته صدرعرفایی | مرضیه         | همسر ناصر و معلم سهیل |
| سیامک احصایی    | ناصر          | همسر مرضیه            |
| الهام کردا      | دکتر روان‌پزشک | روان پزشک مریم و رضا  |
| هلیا کریمی      | الهه          | دختر ناصر و مرضیه     |

## جوایز

### سی و یکمین دوره جشنواره فیلم فجر
| قسمت                          | نامزد           | نتیجه    |
| ----------------------------- | --------------- | -------- |
| بهترین فیلم از نگاه تماشاگران | منوچهر محمدی    | برنده    |
| بهترین بازیگر نقش اول زن      | نگار جواهریان   | نامزدشده |
| بهترین فیلمبرداری             | محمد آلادپوش    | نامزدشده |
| بهترین طراحی صحنه و لباس      | آتوسا قلمفرسایی | برنده    |

### سی و دومین دوره جشنواره فیلم فجر
| قسمت         | نامزد         | نتیجه    |
| ------------ | ------------- | -------- |
| بهترین پوستر | بهزاد خورشیدی | نامزدشده |

### چهاردهمین دوره جشن حافظ
| قسمت                     | نامزد         | نتیجه    |
| ------------------------ | ------------- | -------- |
| بهترین فیلم              | منوچهر محمدی  | نامزدشده |
| بهترین کارگردانی سینمایی | مازیار میری   | نامزدشده |
| بهترین بازیگر زن سینما   | نگار جواهریان | نامزدشده |

- برنده جایزه یونسکو جوایز آسیا و اقیانوسیه - (مجموع فیلم ۲۰۱۳)[۲]
- نامزد جایزه بهترین بازیگر زن جوایز آسیا و اقیانوسیه - (نگار جواهریان ۲۰۱۳)[۲]
- برنده جایزه ویژه بهترین بازیگر مرد جشنواره فیلم لیسبون (شهاب حسینی ۲۰۱۴)
- برنده جایزه بهترین فیلم جشنواره بین‌المللی فیلم کودک شارجه ۲۰۱۴